# Prijevoj Jaufen
Prijevoj Jaufen (njem. Jaufenpass, tal. Passo di Monte Giovo, 2,094 m.) je visoki planinski prijevoj u Alpama u južnom Tirolu u Italiji.
Povezuje Merano i Sterzing na cesti prema prijevoju Brenner. To je najsjeverniji prijevoj u Alpama koji je u potpunosti u Italiji. Cesta prijevoja je vrlo zavojita, s mnogo oštrih zavoja.

## Galerija
- Zavojita cesta
- Prometni znak s imenom prijevoja
- Cesta od Jaufenpassa do Sankt Leonharda

## Vanjske poveznice
|  | Zajednički poslužitelj ima još gradiva o temi Prijevoj Jaufen |